# Tetrafluoroborate

Tetrafluoroborat-Ion

Tetrafluoroborate sind chemische Verbindungen, welche das Anion BF4− beinhalten. Sie stellen die Salze der Tetrafluoroborsäure HBF4 dar. Das Bor liegt hier in der Oxidationsstufe +3 vor.

## Gewinnung und Darstellung
Die Tetrafluoroborate können durch die Reaktion mit einer Base entstehen.
{\displaystyle {\ce {NaOH + HBF4 -> NaBF4 + H2O}}}
Natriumhydroxid und Tetrafluoroborsäure reagieren zu Natriumtetrafluoroborat und Wasser.
{\displaystyle {\ce {CuO + HBF4 -> Cu[BF4]2 + H2O}}}
Kupfer(II)-oxid und Tetrafluoroborsäure reagieren zu Kupfer(II)-tetrafluoroborat und Wasser.

## Eigenschaften
Die Tetrafluoroborate sind meistens geruchlose, weiße Pulver. Sie sind gut in Wasser löslich, mit Ausnahme von Kaliumtetrafluoroborat. Viele Tetrafluoroborat-Salze sind ätzend und teilweise gesundheits- oder umweltschädlich.
In der Umwelt ist das Tetrafluoroborat-Ion persistent und mobil.

## Verwendung
Die Salze haben verschiedene Anwendungen. Silbertetrafluoroborat wird als Katalysator für Nitrierungen, Acylierungen und Sulfonierungen eingesetzt. Kupfer(II)-tetrafluoroborat findet seine Verwendung zur Herstellung von Kupferkomplexen. Cadmiumtetrafluoroborat wird zur Herstellung von galvanischen Bädern für hochfeste Stähle verwendet. Pb(II)- und Sn(II)-tetrafluoroborate wurden/werden in Elektrolyten zur galvanischen Legierungsabscheidung z. B. in der Leiterplattenherstellung für lötbare Ätzresists eingesetzt.